# 陳氏松
陳氏松（越南语：／，？—1509年），越南後黎朝皇后，黎威穆帝之妻。
陳氏松在端慶二年（1506年）被黎威穆帝立為皇后，生下一個夭折的兒子。
1510年威穆帝死，陳氏松逃到紅梅社（今河內白梅社），藏匿於百姓家，後在附近寺廟自縊而死。